# 左慈
左 慈（さ じ、中国語: 左 慈; 拼音: Zuǒ Cí; ウェード式: Tso Tz'ŭ）は、中国後漢時代末期の方士。字は元放（中国語: 元放; 拼音: Yuanfang）。揚州廬江郡の人。
正史では『後漢書』82巻方術列伝下に伝記がある。そのほか『捜神記』『神仙伝』などに詳しい。

## 正史における左慈

### 『後漢書』の記述
『後漢書』方術列伝によると、左慈はかつて司空であった曹操の宴席に招かれ、曹操がふと「江東の松江の鱸があればなあ」と呟いた時、水をはった銅盤に糸を垂らして鱸を釣り上げてみせた。曹操は手を打って大笑いし、さらに「蜀の生姜がないのが残念だ」とこぼして「使者に蜀の錦を買いに行かせたが、あと二反を買い足すように伝えておいてくれ」と言った。左慈はすぐに生姜を手にして帰ってきた。後日、使者は益州から帰ってきた時、左慈に会ったので錦を買い足したと証言した。
曹操が従者百人程を連れて近くまで出かけた折り、左慈は酒一升と干し肉一斤を携えてそれを配った。従者たちは皆酩酊し、満腹した。曹操が不思議に思って調べさせると、酒蔵から酒と干し肉がすっかり無くなっているとの事。このため、曹操が腹を立てて左慈の逮捕を命じれば、左慈は壁の中に消えていった。また、市場でその姿を見たという者があったので追及させると、市場にいる人々が皆左慈と同じ姿であった。
陽城山の山頂で左慈に会ったとの証言を得たので、逮捕に向かわせると、左慈は羊の群れに逃げこんだ。曹操が「殺すつもりはない。君の術を試したかっただけだ」と伝えさせたところ、一頭の雄羊が二本足で立ち上がって人間の言葉で返事をした。皆で一斉に飛びかかると、数百頭の羊が皆立ち上がって人間の言葉を話したので、捕まえる事ができなかった。

### 同時代人の証言
『後漢書』以前に成立した『三国志』の裴松之注に引用される、左慈と同時代人である曹丕の『典論』および曹植の『弁道論』にも左慈についての記述がある。
『典論』は、方士たちのことを論じた中で、潁川の郤倹、甘陵の甘始と並んで、廬江の左慈について記している。左慈は補導の術（房中術）に精通しており、補導とは気の働きで身体を活性化させる方法だとある。また、郤倹は穀断ちができ茯苓（松の根に寄生する茸）を服用した。甘始は行気（呼吸術）に巧みで年をとっても艶々した顔をしていたとある。
『弁道論』によると、世にいる方士たちを曹操が宮廷に招いた。甘陵から甘始が、廬江から左慈が、陽城から郤倹がやってきた。甘始は行気導引に巧みで、左慈は房中の術に明るく、郤倹は穀断ちをよくして、皆300歳と号した。彼らを宮廷に集めたのは、こういう連中が悪人とグルになって人々をだまし、迷信を煽り立てて民衆を惑わすことを恐れたためで、曹操や曹丕をはじめ誰も彼らの言うことを信じてはいなかったという。

## 三国志演義における左慈

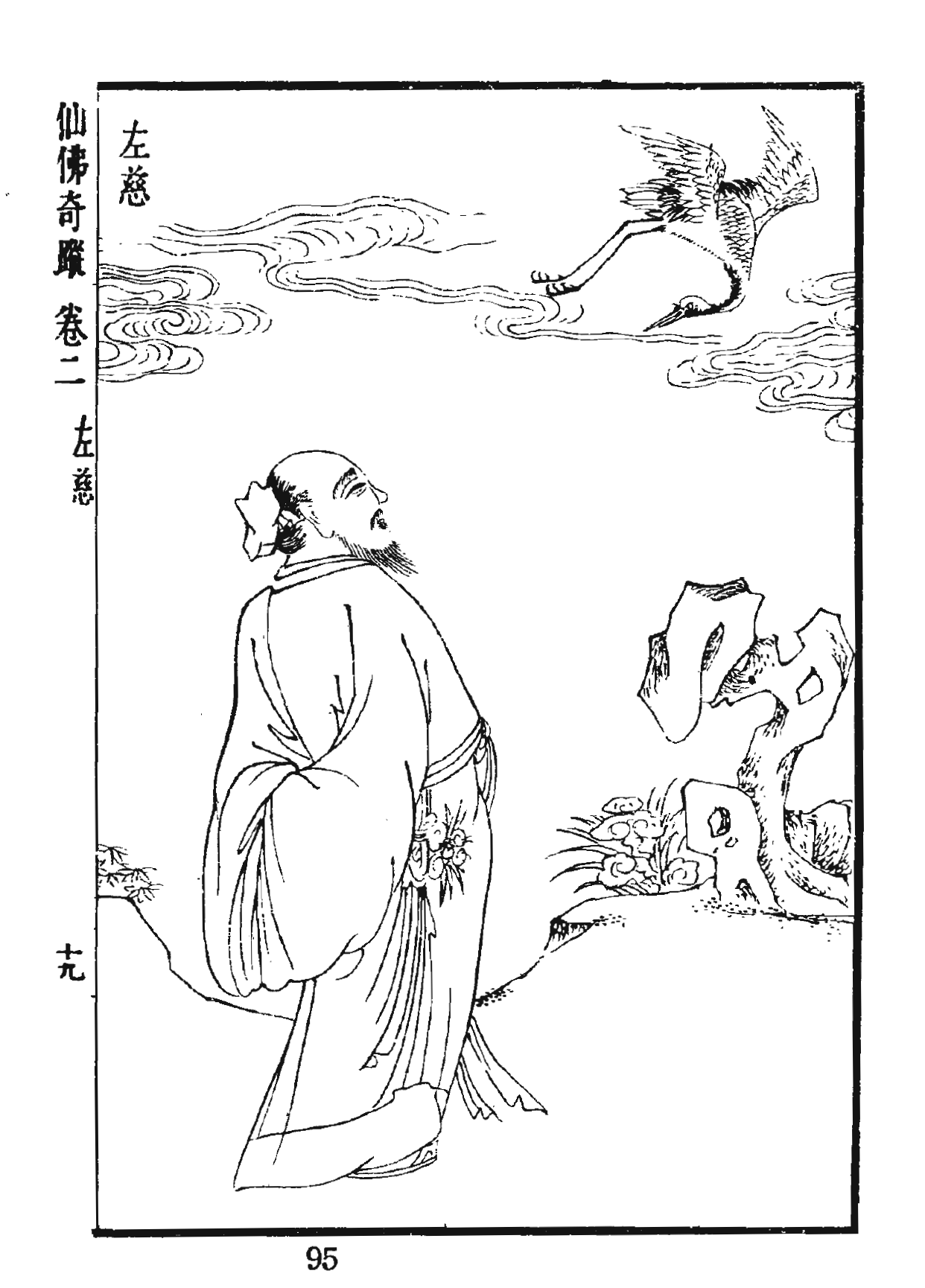
左慈

小説『三国志演義』では、峨眉山で30年の修行の末、石壁の中から遁甲天書3巻（天巻・地巻・人巻）を手に入れ、方術が使えるようになったと描かれている。
左慈は、江東から華北に向けて温州の柑子を運んでいた人々の前に現れ、荷物が重いと愚痴をこぼす声を聞くなり「ならば」と方術を使い、荷物を軽くする。後で曹操がその柑子の皮を剥くと中身は空で、果肉は一つも無いのだが、左慈が剥くと果汁が滴る程で果肉はあるのである。
この事で左慈の方術に興味を持った曹操が、左慈に飯を与えると酒5斗を飲んでも酔わず、羊を1頭を食べても食べ足らないばかりか、その席で曹操を翻弄し、引退して天下を劉備に譲れば遁甲天書を譲ると言ったため、これに怒った曹操により投獄されてしまう。しかし何度拷問しても全然苦しむ様子もなく、呆れた執行人が後で様子を見に行くと鎖が外れている。それならばと今度は何日も食事を与えなかったが、逆に生き生きとしていくのである。
その後も曹操により投獄され続けられるが、ある日、曹操が開いた宴に突如として現れ、巴蜀の地方で手に入る酒・肉を持ち込み、鱸を池に釣い、絵に描いた龍から肝で取り出し、簪で杯の酒を二つに割って飲み、さらに燃やした筈の孟徳新書を出して見せるという事をする。そして杯を宙に投げると一羽の鶴になって、左慈はいつの間にか姿を消してしまうのである。
このため曹操は許褚に命じて逃げた左慈を追跡させる。程なくして許褚は歩いている左慈を発見するが、追いつこうとしても一向に距離が縮まる事はなく、全く追いつけない。やがて左慈が羊の群れの中に紛れ込んだが、どれだけ探しても左慈の姿が発見できなかったので、許褚は羊を皆殺しにする。その光景を見ていた羊飼いの牧童が泣いていると、「首と胴を元に戻せ」と左慈の声が聞こえたため、牧童がその様にすると羊は全て生き返り、平然と動き出すのである。
この報告を受けた曹操は似顔絵を撒いて左慈を探させ、発見次第首を刎ねようと考える。左慈がすぐに発見されるが、同じ顔の左慈が引き出される事2･300人にも上ってしまったため、曹操は全員の首を刎ねさせる。すると斬られた首が青い煙となって昇り、瞬く間に左慈の姿となる。左慈は白鶴を呼び寄せその背中に乗り、曹操の死を予言して何処かへと去ってしまうのである。そして激しい突風が吹くと、首を刎ねられた死体が一斉に曹操に襲い掛かり、曹操は昏倒し病に伏してしまった事にされている。